# Гловер, Роджер
Роджер Гловер (англ. Roger Glover; род. 30 ноября 1945 года, Брекон, Поуис, Уэльс) — британский бас-гитарист, музыкант, автор песен и продюсер, наиболее известный как участник рок-групп Deep Purple и Rainbow.

## Биография
Родился недалеко от города Брекон в Южном Уэльсе в семье Нормана и Бренды Гловер. В 1950 году родилась сестра Гловера, Кристин. В 1955 году семья Гловера переехала в Сент-Хеленс, графство Мерсисайд. Учился в школе для мальчиков Хэрроу (en:Harrow High School). С 13 лет Гловер увлекся рок-музыкой, начал играть на гитаре. Ещё в школе собрал свою первую группу — Madisons, которая позже слилась с другой местной группой и образовала Episode Six, где он подружился с вокалистом Иэном Гилланом.
После того, как Джон Лорд и Ричи Блэкмор — участники группы Deep Purple, искавшие замену Роду Эвансу, который не вписывался в выбранный ими новый стиль группы — увидели Гиллана на одном из выступлений Episode Six, они предложили ему присоединиться к их группе, сменив Рода. Пробы Гиллана прошли успешно, и таким образом Гиллан летом 1969 года присоединился к Deep Purple, приведя с собой из Episode Six Гловера. Этот состав годы спустя стало принято считать «классическим», так называемый Deep Purple, Mark II (Иэн Гиллан — вокал, Ричи Блэкмор — гитара, Джон Лорд — клавиши, Роджер Гловер — бас, Иэн Пейс — ударные). Позже Гловер вспоминал, что при встрече с участниками Deep Purple был напуган мрачностью участников новой группы, которые «… носили чёрное и выглядели очень загадочно».

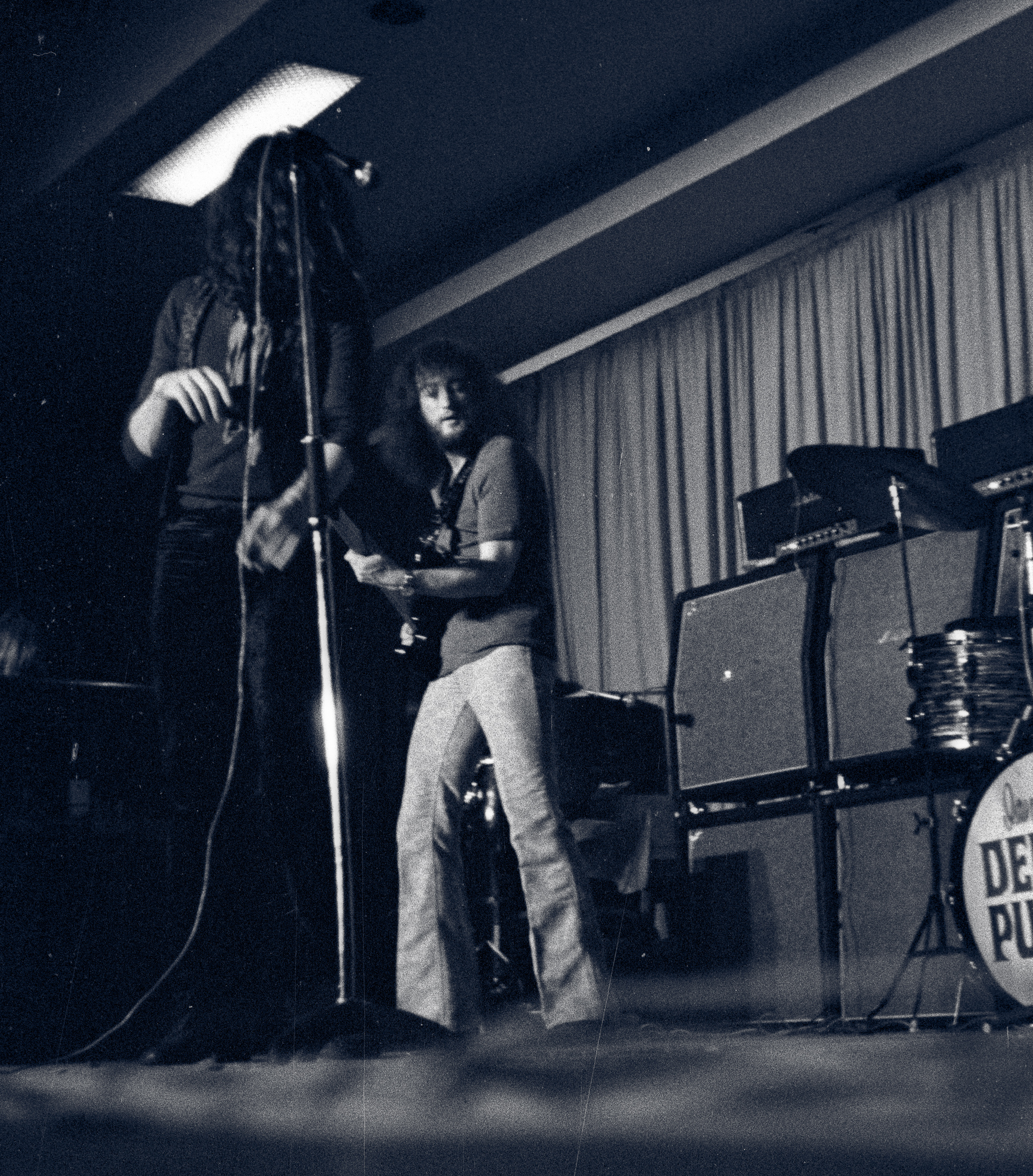
Ганновер, 1970 год

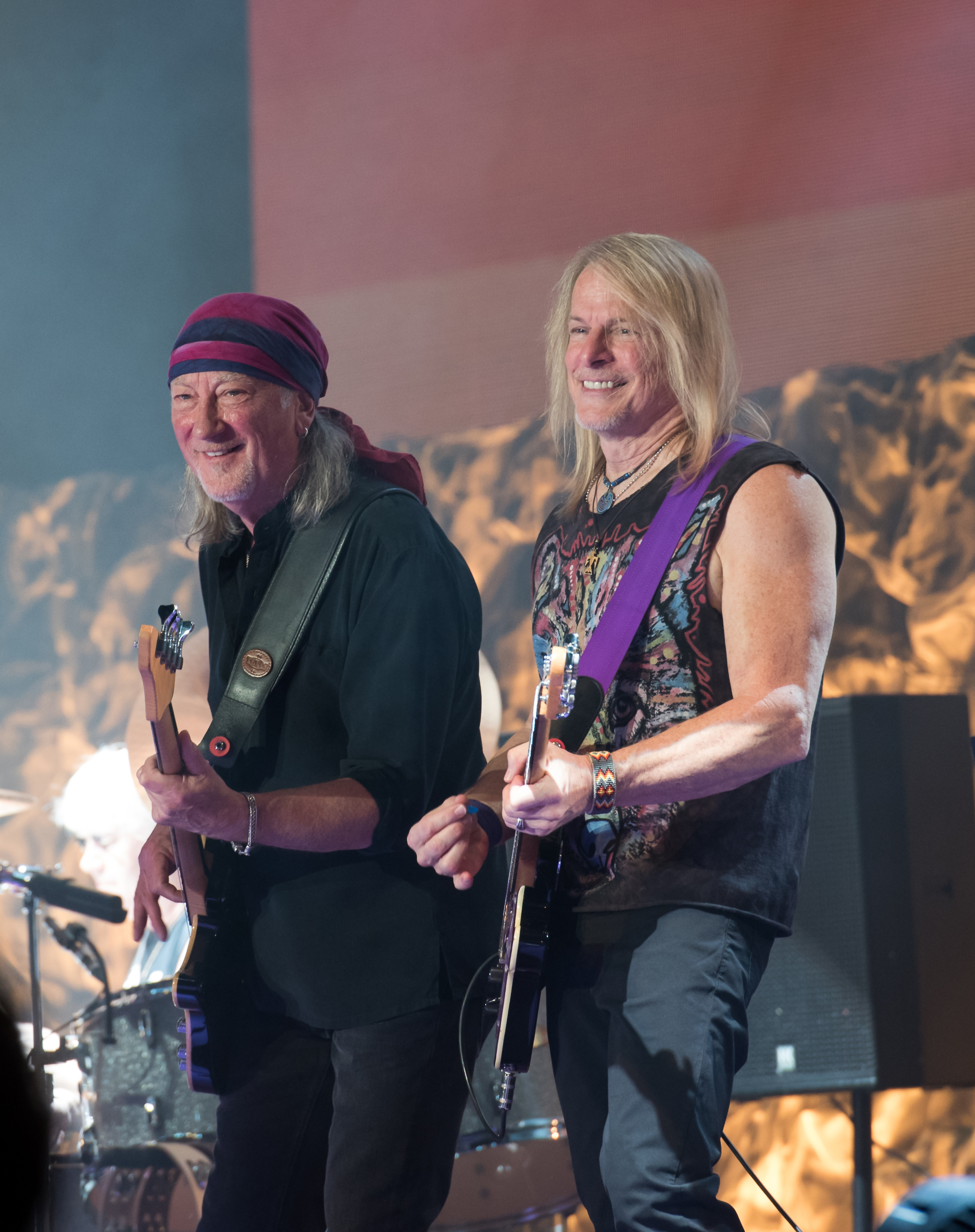
Гловер (слева) и Стив Морс (справа). Гамбург, 2017 год

Первой записью в составе новой группы стал сочинённый Джоном Лордом альбом Concerto for Group and Orchestra (в исполнении Deep Purple и Королевского филармонического оркестра), записанный на концерте в Алберт-холле 24 сентября 1969 года. После этого пошли «классические» альбомы: In Rock (1970), Fireball (1971), Machine Head (1972).
Последним альбомом Гловера, записанного в составе Deep Purple в 1970-х годах, стал альбом 1973 года Who Do We Think We Are (названный так, потому что итальянцы, возмущенные уровнем шума на ферме, где записывался альбом, задавали повторявшийся вопрос: «За кого они вообще сами себя принимают?»). Ещё с 1972 года отношения между участниками группы стали сильно портиться, особенно между Гилланом и Блэкмором, которые вообще не переносили друг друга. А в 1973 году на старые разногласия внутри коллектива наложилась всеобщая неудовлетворённость последним альбомом, после чего участники группы разругались окончательно.
В декабре 1972 года менеджеры Deep Purple встретились с Джоном Лордом и Роджером Гловером и попросили их приложить все усилия к тому, чтобы сохранить группу. Те убедили остаться Иэна Пейса и Ричи Блэкмора, уже задумавших собственный проект, но Блэкмор поставил перед менеджментом условие: непременное увольнение Гловера. Последний, заметив, что коллеги начали его сторониться, потребовал у Тони Эдвардса объяснений, и тот (в июне 1973 года) признался: его ухода требует Блэкмор. Разгневанный Гловер тут же подал заявление об увольнении. После последнего совместного концерта Deep Purple в Осаке, Япония, 29 июня 1973 года, Блэкмор, проходя мимо Гловера на лестнице, лишь бросил через плечо: «Ничего личного: бизнес есть бизнес». Гловер тяжело перенёс эту неприятность и в течение трёх последующих месяцев не выходил из дома, отчасти — из-за обострившихся проблем с желудком. Сразу после ухода Гловера группу покинул Гиллан, после чего группа оказалась на грани развала.
После выздоровления Гловер сконцентрировался на продюсерской деятельности, продюсировал такие группы как Judas Priest, первые работы Whitesnake, Nazareth, Michael Schenker Group и Elf. Также записал 2 сольных альбома — Butterfly Ball (1974) и Elements (1978), после чего в 1978 году неожиданно для многих стал участником группы Rainbow — группы своего бывшего коллеги по Deep Purple Ричи Блэкмора, из-за разногласий с которым, собственно, в 1973 году её и покинул.
Предполагалось, что Роджер станет продюсером следующего альбома Rainbow, но вскоре Блэкмор предложил ему стать бас-гитаристом группы. Роджер Гловер:

Я больше не хотел играть в группах, когда покинул Deep Purple. Когда я пришёл в Rainbow, то подумал: «Боже, я же не собираюсь снова это делать!» Но, увидев играющего Ричи, я сдался… Хотя у Rainbow были потрясающие живые выступления, столь же потрясающе малыми были продажи их записей. Rainbow была обречена. Хотя Полидор продавал немало записей Ричи, этого не хватило, чтоб удовлетворить его. А посему жить группе больше не полагалось. Моей задачей, чтобы спасти Rainbow, было придать музыке хоть немного коммерческую направленность, больше мелодичности и поменьше агрессии, демонов, драконов, ведьм и прочей нечисти. Больше простых вещей вроде секса, секса и ещё раз секса.

Не очень понятно, почему Блэкмор поменял мнение о Гловере и как им удалось забыть старые обиды, но Гловер записал с Rainbow пять альбомов и оставался с ней до прекращения её существования и реформирования Deep Purple в 1984 году в «классическом» составе. С 1984 года Гловер опять выступает в составе Deep Purple, иногда выпуская сольные и сайд-альбомы.

## Творчество вне Deep Purple
В годы после ухода из Deep Purple Гловер записал три сольных альбома: в 1974 году — 'Butterfly Ball, а в 1978 году — Elements. В 1983 году он записывает Mask. После воссоединения Deep Purple он на некоторое время прекращает сольное творчество.
В 1988 году после вторичного ухода из группы Гиллана Гловер записал с ним альбом Accidentally on Purpose. В 2002 году Гловер записывает четвёртый сольный альбом Snapshot. В записи этого альбома приняла участие дочь Гловера от первого брака Джиллиан. В 2011 году вышел пятый сольный альбом Гловера If Life Was Easy. Для его записи Роджер пригласил Дэна Маккаферти и Пита Эгнью из Nazareth.
В марте 2012 года, будучи в Швейцарии, принял неожиданное решение выступить на сцене с Purpendicular — трибьют-группой Deep Purple.

## Личная жизнь

### Семья
Гловер был женат дважды. В 1975 году он женился на Джуди Куль (англ. Judi Kuhl), а в следующем году родилась дочь Джилиан Гловер, музыкант. В 1979 году Роджер и Джуди развелись. В июле 1989 года женился вторично на Лесли Эдмундс, у которой к тому времени уже было двое сыновей. Впоследствии пара также разошлась.
В настоящее время Гловер живёт со своей девушкой Мириам. 27 июня 2009 года она родила дочь Люсинду. В 66 лет, 19 мая 2011 года Роджер вновь стал отцом. У него вновь родилась дочь, которую назвали Мелоди.

### Увлечение фотографией
Гловер увлекается фотографией и живописью. 22 октября 2010 года в Кёльне открылась его первая выставка под названием «Happy Silence» («Счастливая тишина»). Была устроена большая презентация, а затем Гловер разрешил продать множество работ с аукциона, направив вырученные деньги на благотворительность.

## Дискография

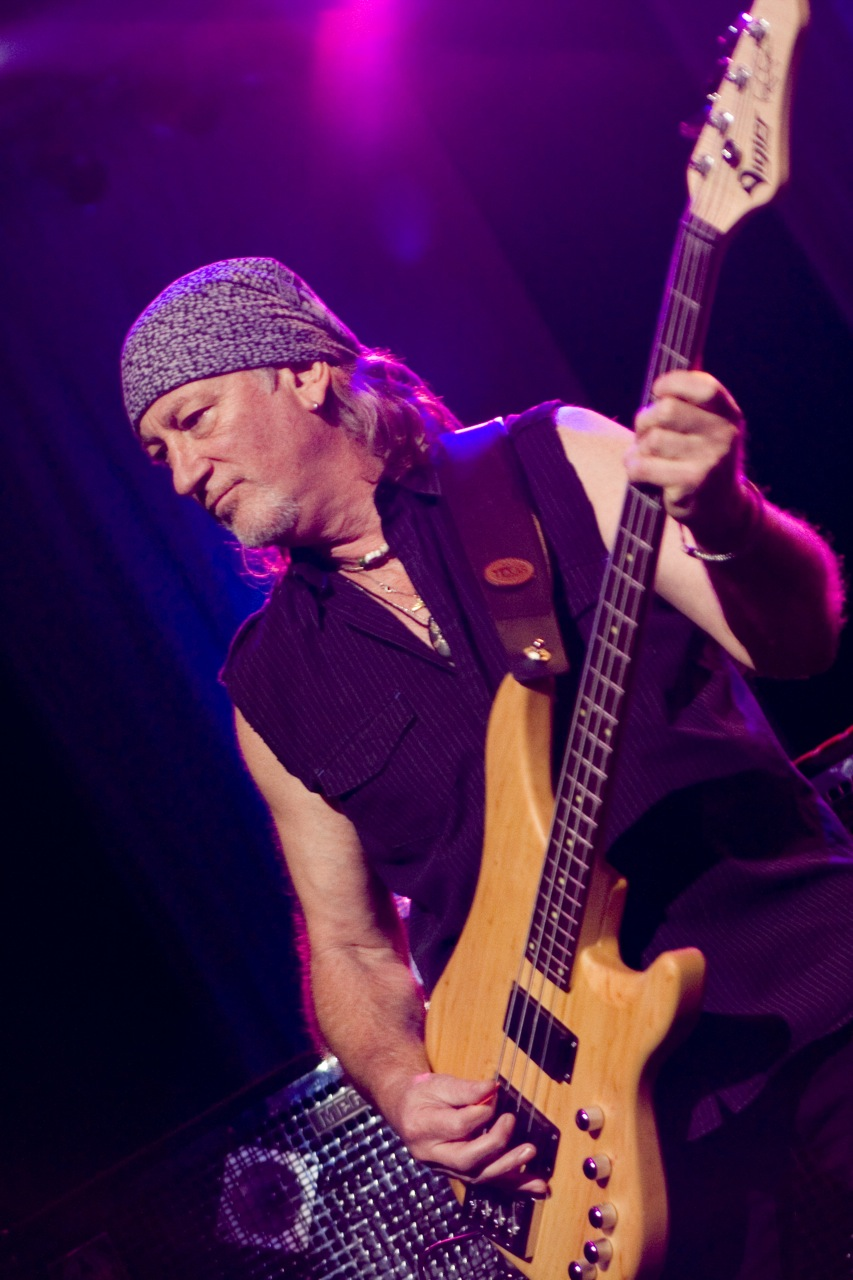
Сан-Паулу, 2009 год

### Соло
- Butterfly Ball (1974)
- Elements (1978)
- Mask (1984)
- Snapshot (2002)
- If Life Was Easy (2011)[5]

### С Deep Purple
- Concerto for Group and Orchestra (1969)
- In Rock (1970)
- Fireball (1971)
- Machine Head (1972)
- Made in Japan (1972)
- Who Do We Think We Are (1973)
- Perfect Strangers (1984)
- The House of Blue Light (1987)
- Slaves & Masters (1990)
- The Battle Rages On (1993)
- Purpendicular (1996)
- Abandon (1998)
- Bananas (2003)
- Rapture of the Deep (2005)
- Now What?! (2013)
- Infinite (2017)
- Whoosh! (2020)
- Turning to Crime (кавер-версии, 2021)

### C Rainbow
- Down To Earth (1979)
- Difficult to Cure (1981)
- Straight Between the Eyes (1982)
- Bent Out of Shape (1983)
- Finyl Vinyl (1986)

### C Иэном Гилланом
- Accidentally on Purpose (1988)

### С Episode Six
- Episode Six — The Complete Episode Six (1994)
- Episode Six — Cornflakes and Crazyfoam (2001)

### С Alice Cooper
- Alice Cooper — Paranormal (2017)